# Castlevania: Nocturne
Castlevania: Nocturne è una serie televisiva americana in streaming d'azione dark fantasy animata per adulti creata e scritta da Clive Bradley e guidata dal produttore Kevin Kolde per Netflix. Uno spin-off della serie animata Castlevania (2017-2021), è basato sull'omonima serie di videogiochi della Konami e adattato dai capitoli Castlevania: Rondo of Blood (1993), Castlevania: The New Generation (1994) e Castlevania: Symphony of the Night (1997). Ambientato nel 1792, durante la Rivoluzione francese, segue Richter Belmont, un discendente della famiglia Belmont.

## Trama
Richter Belmont, un discendente del clan di cacciatori di vampiri Belmont, si reca in Francia dopo che un vampiro ha ucciso sua madre Julia in America. Nove anni dopo, durante la Rivoluzione Francese, Richter vive insieme a Tera (maga dei Parlatori e amica di Julia) e Maria (figlia di Tera con forti idee rivoluzionarie), continuando la missione della sua famiglia di combattere i vampiri e le forze dell'oscurità. Ma quando scopre che i vampiri si stanno inchinando a un essere noto come il Vampiro Messia, Richter dovrà stringere delle alleanze con maghi e altri cacciatori pur di evitare un'imminente apocalisse che potrebbe decidere il destino della Rivoluzione e del mondo intero.

## Episodi
| Stagione         | Episodi | Pubblicazione USA | Pubblicazione Italia |
| ---------------- | ------- | ----------------- | -------------------- |
| Prima stagione   | 8       | 2023              | 2023                 |
| Seconda stagione | 8       | 2025              | 2025                 |

## Personaggi
- Richter Belmont.
Uno degli ultimi discendenti del clan Belmont, che continua la tradizione familiare della caccia ai vampiri e alle creature della notte. Ha ereditato dai suoi antenati sia le armi che la magia.
- Maria Renard.
Figlia di Tera e amica d'infanzia di Richter, con cui è cresciuta. Una giovane rivoluzionaria che combatte l'ignoranza e la disuguaglianza nel suo paese. È una maga che può evocare creature magiche per combattere al suo fianco.
- Annette.
Una giovane maga ed ex schiava dei Caraibi. Ha usato la magia ereditata dai suoi antenati e il suo ingegno per liberare se stessa e altri dalla schiavitù imposta dai vampiri nei Caraibi, e ora brandisce la magia per fermare l'imminente minaccia apocalittica.
- Edouard.
Un cantante d'opera e partner di Annette nella caccia ai mostri. Viene ucciso e trasformato in una creatura della notte, ma riesce a preservare i suoi ricordi e il suo talento canoro.
- Mizrak.
Cavaliere dell'abazia. All'inizio è fedele all'abate, ma quando scopre che l'uomo intende sacrificare sua figlia ad Erzsebet, lo rinnega e si allea con Richter e i cacciatori di vampiri per fermarli.
- Tera.
Madre di Maria e maga dei Parlatori. Mentore di giovani cacciatori di vampiri e utilizzatori di magia, che ha la sua parte di traumi passati da sopportare.
- Drolta Tzuentes.
Antica vampira e devota seguace di Sekhmet, la dea egizia della guerra, che prepara l'aristocrazia dei vampiri all'arrivo di Erzsebet, verso cui nutre una devozione assoluta. A differenza di Erzsebet si dimostra ancora più sadica, malvagia, sinistra, fanatica e assetata di potere.
- Erzsebet Báthory.
Nota anche come il Vampiro Messia, è la malvagia e sanguinaria regina dei vampiri e, se tutto va come previsto, del mondo intero. Ha bevuto il sangue della dea egizia della guerra Sekhmet, diventando una sua reincarnazione e acquisendo dei poteri divini.
- Olrox.
Vampiro di origini azteche che ha ucciso la madre di Richter. Quando scopre l'ascesa del Vampiro Messia, deve decidere se può sopportare di allearsi con il suo nemico giurato per fermare Erzsebet.
- Abate Emmanuel.
Abate di Machecoul, padre biologico di Maria e mastro fabbro alleato dei vampiri. Si allea con il Vampiro Messia, perché crede che la Rivoluzione sia un atto blasfemo verso Dio.
- Juste Belmont.
Padre di Julia Belmont e nonno di Richter.
- Julia Belmont.
La madre di Richter, maga e cacciatrice di vampiri del clan Belmont. Viene uccisa da Olrox all'inizio della serie.
- Adrian Tepes / Alucard.
È un vampiro mezzosangue e il figlio del famigerato Conte Dracula. Si allea con i cacciatori di vampiri per sconfiggere Erzsebet.
- Sekhmet.
È la dea egizia della guerra e della guarigione.

## Doppiaggio
| Personaggio            | Doppiatore originale                                       | Doppiatore giapponese | Doppiatore italiano                                      |
| ---------------------- | ---------------------------------------------------------- | --------------------- | -------------------------------------------------------- |
| Richter Belmont        | Edward Bluemel (da ragazzo) Benjamin Plessala (da bambino) | Kazuki Ura            | Renato Novara (da ragazzo) Patrizia Mottola (da bambino) |
| Maria Renard           | Pixie Davies                                               | Shion Wakayama        | Tania De Domenico                                        |
| Annette                | Thuso Mbedu                                                | Asuna Tomari          | Deborah Morese                                           |
| Edouard                | Sydney James Harcourt                                      | Shōya Ishige          | Diego Baldoin                                            |
| Mizrak                 | Aaron Neil                                                 | Motoyuki Kawahara     | Maurizio Trombini                                        |
| Tera                   | Nastassja Kinski                                           | Hiromi Kawakami       | Elisabetta Spinelli                                      |
| Drolta Tzuentes        | Elarica Johnson                                            | Mayumi Sako           | Maddalena Vadacca                                        |
| Erzsebet Báthory       | Franka Potente                                             | Rika Fukami           | Francesca Bielli                                         |
| Olrox                  | Zahn McClarnon                                             | Masaharu Satō         | Marco Balzarotti                                         |
| Abate Emmanuel         | Richard Dormer                                             | Akio Katō             | Alessandro D'Errico                                      |
| Juste Belmont          | Iain Glen                                                  | Hiroyuki Kinoshita    | Riccardo Rovatti                                         |
| Julia Belmont          | Sophie Skelton                                             | Yūko Kaida            | Stefania De Peppe                                        |
| Adrian Tepes / Alucard | James Callis                                               | Shin-ichiro Miki      | Valerio Amoruso                                          |
| Sekhmet                | Nicola F. Delgado                                          |                       |                                                          |

## Produzione
Il 16 aprile 2021, Deadline ha riferito che Netflix stava pianificando una serie spin-off ambientata nell'universo di Castlevania, dopo la conclusione della sua serie animata originale, con un nuovo cast di personaggi. Ambientata durante la Rivoluzione francese, la serie si concentrerà su Richter Belmont, un discendente di Trevor Belmont e Sypha Belnades, e Maria Renard. Kevin Kolde e Clive Bradley fungeranno da showrunner e produttori esecutivi sotto la bandiera di Project 51 Productions di Kolde. Animazione potente tornerà come studio di animazione principale sotto il quale Sam e Adam Deats dirigeranno.
Il 10 giugno 2022, durante l'evento virtuale Geeked Week di Netflix, è stato annunciato che la serie si intitolerà Castlevania: Nocturne.

## Distribuzione
La prima stagione Castlevania: Nocturne è stata pubblicata in anteprima su Netflix il 28 settembre 2023.

## Accoglienza
Sul sito aggregatore di recensioni Rotten Tomatoes, la prima stagione di Castlevania: Nocturne detiene un punteggio di approvazione del 100%, basato su 8 recensioni critiche professionali con una valutazione media di 8,0/10, mentre il punteggio medio del pubblico è di solo il 43% basato su più di mille recensioni. Il consenso generale è che lo show, sebbene abbia un'animazione decente, sia nel complesso inferiore al suo predecessore e la trama spesso metta da parte i protagonisti per concentrarsi maggiormente sui personaggi secondari.